# Apataki
Apataki är en atoll i södra Stilla havet med 492 invånare (2007)  som tillhör Franska Polynesien. Den är en av Palliseröarna, en undergrupp till Tuamotuöarna. Apataki ligger cirka 370 kilometer nordost om Tahiti. Den vida lagunen har två segelbara ingångar. Huvudbyn heter Niutahi.

## Historik
Den förste europé som kom till Apataki var nederländaren Jakob Roggeveen 1722. Atollen besöktes av James Cook 1774. På vissa kartor kallas Apataki Hagemeister Island.

## Administration
Apataki tillhör Arutua kommun.

## Kommunikationer
Apataki flygplats ligger 200 meter från Niutahis centrum. Air Tahiti har tre flygningar i veckan .

## Ekonomi
Imkomsterna från turismen är ökande. En annan viktig inkomstkälla är svarta pärlor.
Kokospalmen som är en förutsättning för kopraproduktion var förr viktig för öbornas ekonomi. På ett par öar odlas vanilj. Jordbruket är annars enkelt. Palmlöv flätas samman och används som stråtak, även korrugerad plåt används idag. Palmlöven används också till mattor och huvudbonader.
Apatakis kan erbjuda utmärkta förutsättningar för dykning och surfning, som båda tillhandahållas av lokala båtbaserade charterbolag. Landbaserat boende saknas helt.

## Det apatakiska köket
Frukt och grönsaker inkluderar jamsväxter, taro och brödfrukter jämte ett brett utbud av tropiska frukter.

## Flora och fauna
Den karga jorden kan inte klara av en stor varierad vegetation.
Djurlivet består mest av havsfåglar, krabbor, insekter och ödlor. Undervattensfaunan är däremot rik och varierad.